# پیوند فسفودی‌استر

نمایش پیوند فسفودی‌استر (PO_{4}^{3-}) بین نوکلئوتیدها. یک مولکول تیمین (T) با دو مولکول آدنین (A).

پیوند فسفودی‌استر (به انگلیسی: Phosphodiester bond) گروه بزرگی از پیوندهای کووالانسی بین گروه‌های فسفری و دو زنجیره پنج‌کربنی کربوهیدراتی (پنتوز) که دارای بیشتر از دو رشته استری می‌باشد. این همان پیوند قند فسفات است.
زنجیره‌های فسفودی‌استر ارتباط زیادی با حیات دارند به طوری‌که زیرساخت رشته‌های DNA را تشکیل می‌دهند. در رشته‌های DNA و RNA فسفودیستر ارتباط بین کربن ۳' مولکول قند یک نوکلئوتید و کربن ۵' قند نوکلئوتید بعدی را تشکیل می‌دهد. مولکول‌های قندی در DNA دئوکسی‌ریبوز و در RNA ریبوز می‌باشد.
گروه‌های فسفات در زنجیره فسفودی‌استر بار منفی دارند. این نیروی دافعه سبب می‌شود که گروه فسفات به سمت دیگر DNA برود و با پروتئین‌ها یا یونهای فلزی مثل منیزیوم یا پلی‌آمین‌ها خنثی شوند.
برای اینکه زنجیره‌های فسفودیستر شکل بگیرند و نوکلئوتیدها به هم متصل شوند، تری‌فسفات‌ها یا دی‌فسفات‌ها از ساختار نوکلئوتیدها در حضور آنزیم کاتالیزور شکسته می‌شود. وقتی که یک تک‌فسفات یا جفت‌فسفات (که پیروفسفات نامیده می‌شود) در واکنش کاتالیزوری بشکند، رشته‌های فسفودی‌استر شکل می‌گیرد